# Crema de menta

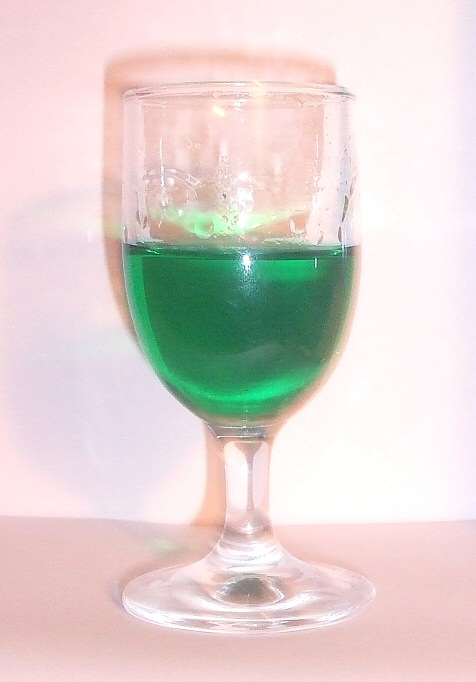
Un vaso pequeño de la verde crème de menthe

La crema de menta (también conocido por su nombre en francés, crème de menthe [kʁɛm də mɑ̃t]), es un licor crema alcohólico con sabor a menta. Su sabor se deriva principalmente de Mentha requienii. Se puede encontrar en los comercios una versión incolora (llamada «blanca») y otra verde (que obtiene su color de las hojas de menta o de la adición de colorante, si el extracto de las hojas no se utiliza para hacer el licor). Ambas variedades tienen sabores similares y son intercambiables en las recetas.
La crema de menta se utiliza como ingrediente en varios cócteles, como el Grasshopper y el Stinger, y también se promociona como un trago después de la cena y se puede utilizar en las recetas de alimentos como saborizante (véase el chocolate de menta ).
La fórmula tradicional consiste en remojar las hojas secas de menta en alcohol durante varias semanas (creando un color verde natural), seguido de la filtración y la adición de azúcar.
Una receta simple es mezclar la crema de menta con helado de menta que crea un sabor parecido. Como ingredientes también se utiliza a veces las nueces o pecanas.